# Cansano

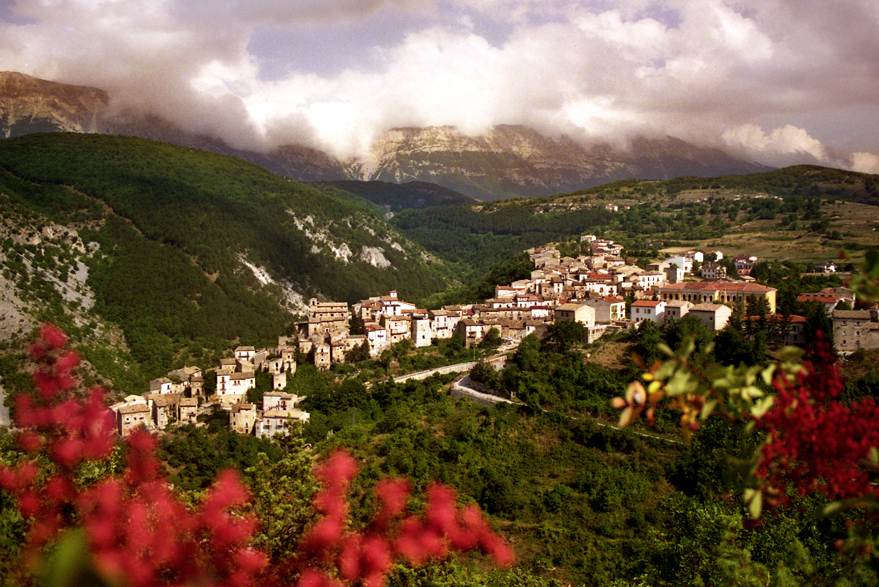
Panorama von Cansano

Cansano ist eine Gemeinde (comune) der Region Abruzzen und der Provinz L’Aquila in Italien und zählt (Stand 31. Dezember 2023) 215 Einwohner. Die Gemeinde liegt etwa 64 Kilometer südöstlich von L’Aquila im Nationalpark Majella, gehört zur Comunità montana Peligna und grenzt unmittelbar an die Provinz Chieti.

## Geschichte
In der römischen Antike befand sich an diesem Ort die Siedlung Ocriticum, von der auch noch Reste des Jupitertempels erhalten sind. 1706 kam es zu einem schweren Erdbeben in der Gegend.